# Limbrichterbeek

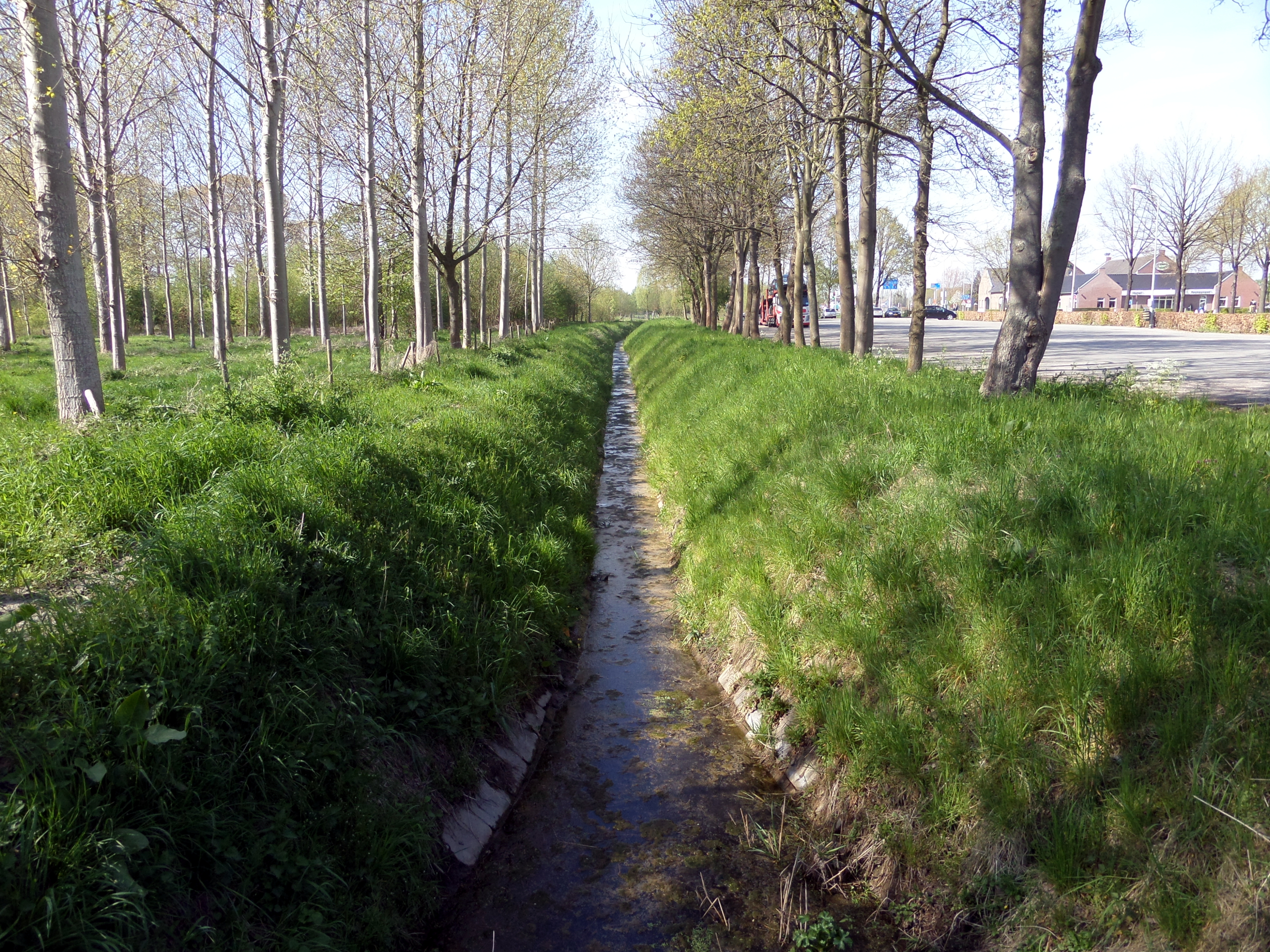
Limbrichterbeek bij het Limbrichterbos

De Limbrichterbeek is een waterloop in de Nederlandse provincie Limburg. Het is een zijbeek op de linkeroever van de Geleenbeek.
De Limbrichterbeek loopt van Limbricht in noordelijke richting naar de Geleenbeek bij Nieuwstadt. De beek ontstond oorspronkelijk uit de molenvijver van de watermolen de "Bovenste Molen", die tot 1971 heeft gestaan bij de huidige Beekstraat/Molenstraat in Limbricht. Deze vijver werd gevoed door de Slond, een beek die in de buurt van Einighausen ontspringt. Beide beken zijn tegenwoordig door de bebouwde kom van Limbricht geheel overkluisd. De Limbrichterbeek voedt de kasteelgracht van het kasteel Limbricht en loopt vervolgens noordwaarts langs het Limbrichterbos richting Nieuwstadt, alwaar deze voorheen uitmondde in de Geleenbeek. In het verleden lag er ter hoogte van het kasteel ook een watermolen, de "Onderste Molen" genaamd. Door de aanleg van de provinciale weg N297 is de waterloop omstreeks 2004 iets naar het westen verlegd via de Lindbeek en mondt daardoor tegenwoordig iets noordelijker uit in de Geleenbeek.